# MAN Lion’s City
MAN Lion’s City – seria autobusów niskopodłogowych opracowana dla ruchu liniowego przez grupę MAN (MAN Truck & Bus). Pod nazwą Lion’s City oferowane są warianty niskopodłogowe przeznaczone do ruchu miejskiego i podmiejskiego, z których obecnie w standardowym zakresie produkowane są warianty 10C, 12C, 18C i 19C we wszystkich dostępnych wariantach napędowych. Wcześniej autobusy te były oferowane pod nazwami typu A20, A21, A23 i A40, które do września 2004 roku były oferowane bez oznaczenia sprzedażowego Lion’s City. Pojazdy produkowane są przez firmę MAN w miejscowościach: Salzgitter w Dolnej Saksoni, oraz w Starachowicach w województwie świętokrzyskim.

## Wersje
Autobusy typu Lion’s City, są produkowane w kilku wersjach nadwoziowych oraz silnikowych. Ułożenie silników może być: stojące, leżące lub na podwyższeniu w tylnej części pojazdu.

### MAN Lion’s City DD

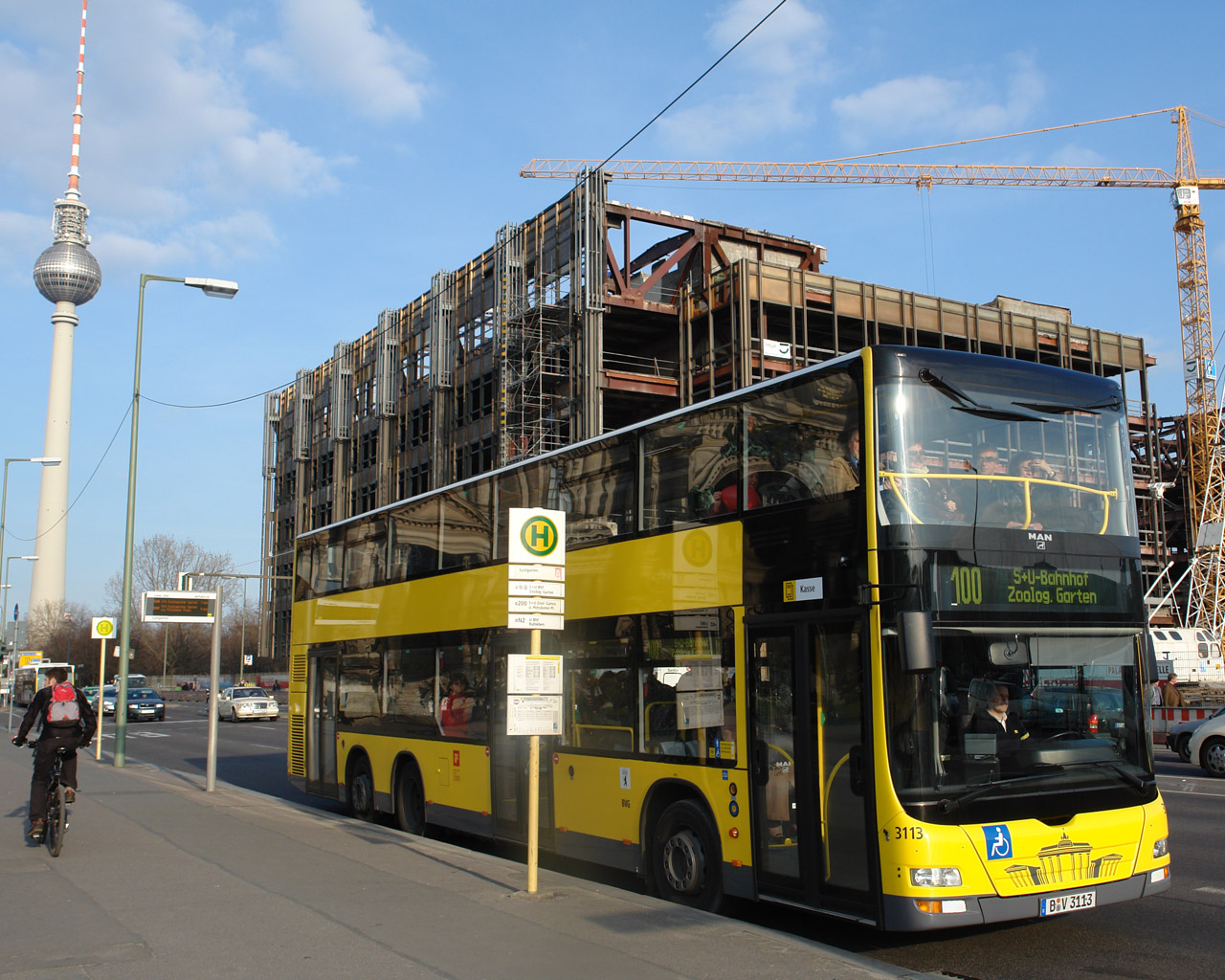
Lion’s City w wersji DD w Berlinie

MAN Lion’s City DD – autobus piętrowy, produkowany przez niemiecki koncern MAN. MAN Lion’s City DD to autobus trzyosiowy, którego konstrukcja oparta jest na kratownicowym podwoziu o oznaczeniu A39. Wysokość wnętrza wynosi 1,92 m na dolnym i 1,7 m na górnym pokładzie. Wewnątrz autobusu znajdują się dwie klatki schodowe: po jednej w przedniej i tylnej części pojazdu. Autobusy „MAN Lion’s City DD” dla Berlina wyposażane są w leżący, 6-cylinrowy silnik MAN D20 Common Rail, o mocy 310 KM. Spełnia on normy emisji spalin Euro 4 i posiada elektronicznie monitorowany filtr cząstek stałych CRTec. Autobusy dostarczane od 2009 roku są wyposażane w silniki o mocy 320 KM, spełniające normę EEV (ostrzejszą niż norma Euro 5) bez konieczności stosowania dodatku AdBlue.

### MAN Lion’s City G
MAN Lion’s City G – niskopodłogowy, przegubowy autobus miejski, produkowany od 2004 roku przez niemiecki koncern MAN w Salzgitter oraz przez MAN Bus w Starachowicach, a dawniej także w Sadach koło Poznania. Nazwa typu uzależniona jest od mocy, jaką charakteryzuje się zastosowany w pojeździe silnik i tak odpowiednio występują: NG313 (silnik MAN D2866, 310 KM), NG323 (silnik MAN D2866, 320 KM), NG353 (silnik MAN D2866, 350 KM) i NG363 (silnik MAN D2866, 360 KM).

### MAN Lion’s City GL
MAN Lion’s City GL – niskopodłogowy autobus miejski, produkowany w latach 2006-2021. Jego długość to 18,75 metrów. Posiada 57 miejsc siedzących. Posiada róźne silniki: autobus napędzany Dieslem i CNG. Autobus ten występuje w wersjach z układem drzwi 2-2-2-0, 2-2-2-2 i 2-2-2-2-2. Ten model w Polsce nie cieszy się popularnością, ponieważ jest eksploatowany głównie w Niemczech oraz Norwegii. Do Polski natomiast tego typu pojazdy sprowadzone zostały przez przewoźników tj. MPK Radom, MZK Koszalin, MPK Czestochowa oraz Irex/Meteor Świętochłowice.

### MAN Lion’s City GXL
MAN Lion’s City GXL – czteroosiowy autobus miejski, produkowany przez niemiecką firmę MAN w Sadach koło Poznania. Jest to największy autobus miejski z rodziny MAN Lion’s City. Powstał przez połączenie przodu i tyłu dwóch dotychczas produkowanych autobusów. Model ten miał swoją światową premierę w trakcie targów Transexpo w Kielcach, we wrześniu 2007. Wszystkie autobusy dla tego miasta są wyposażone w poziomy silnik MAN D20 Common Rail spełniający wymogi normy Euro 5 i jeszcze ostrzejszej amerykańskiej normy EEV. Czwarta oś autobusu jest samoskrętna, dzięki czemu ułatwia manewrowanie. Dzięki zastosowaniu półprzezroczystego poszycia przegubu rozjaśniono wnętrze autobusu.

### MAN Lion’s City LL
MAN Lion’s City LL, to niskopodłogowy, trzyosiowy autobus miejski klasy mega, produkowany przez filię niemieckiej firmy MAN w Sadach koło Poznania – MAN STAR Trucks & Busses a następnie MAN Bus.

### MAN Lion’s City M
MAN Lion’s City M, to niskopodłogowy autobus miejski klasy MIDI, produkowany przez niemiecką firmę MAN w Sadach koło Poznania. Posiada układ drzwi 2-2-0 lub 2-2-2 oraz silnik MAN D0836 LOH 03.

### MAN Lion's City TÜ
MAN Lion’s City TÜ, to niskowejściowy autobus międzymiastowy o długości 12 m, z silnikiem Euro 4 o mocy 280 KM. Posiada 40 miejsc siedzących

### MAN Lion's City Ü

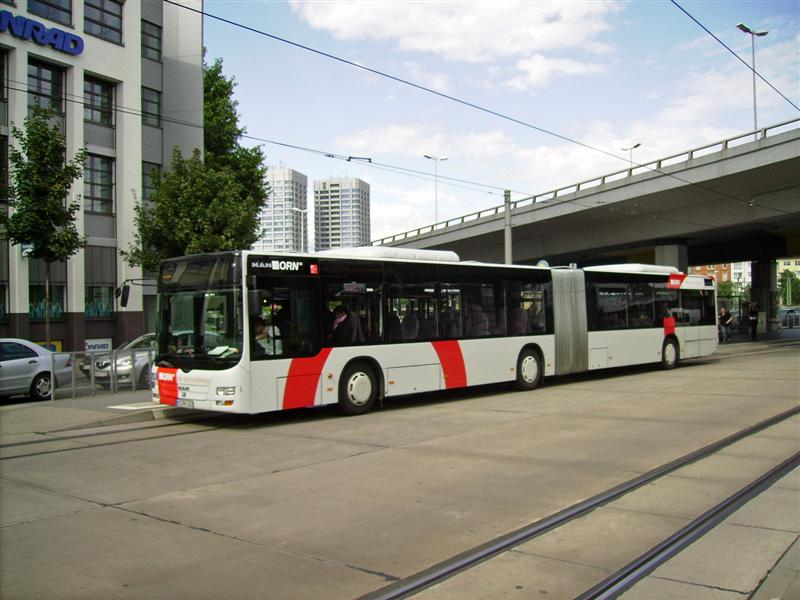
Autobus MAN Lion’s City w Moguncji

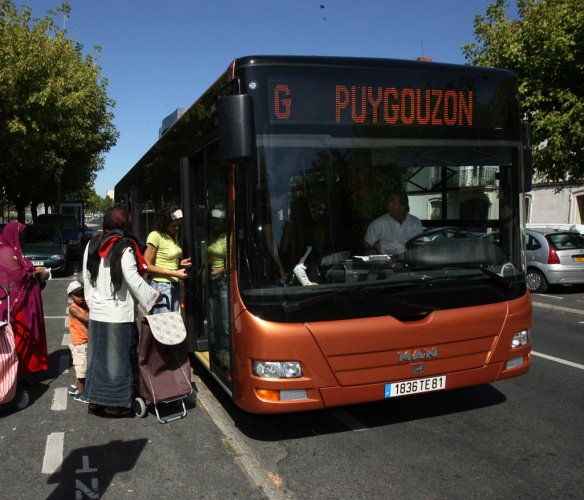
Autobus we Francji

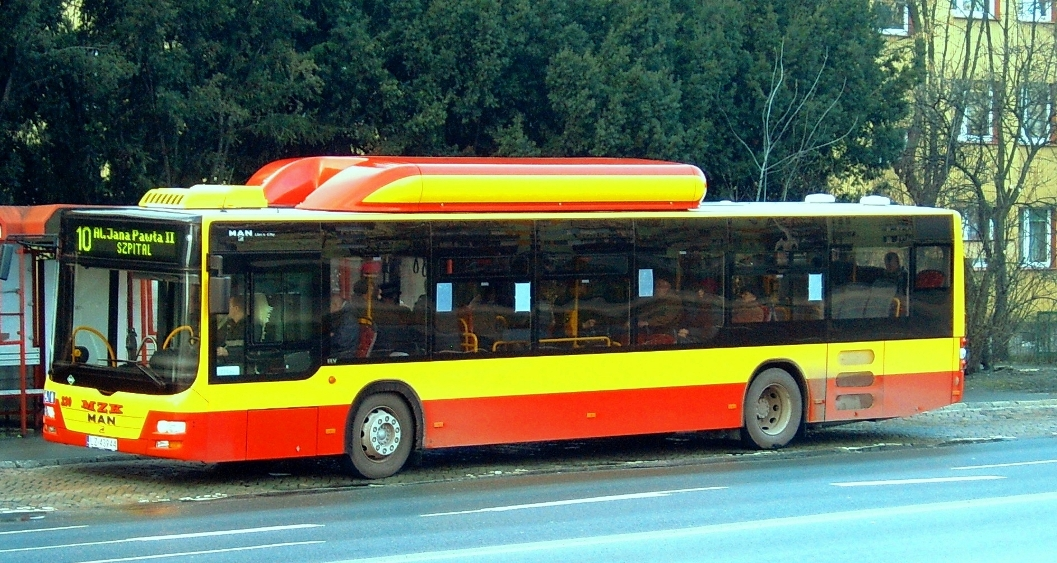
Autobus w Zamościu

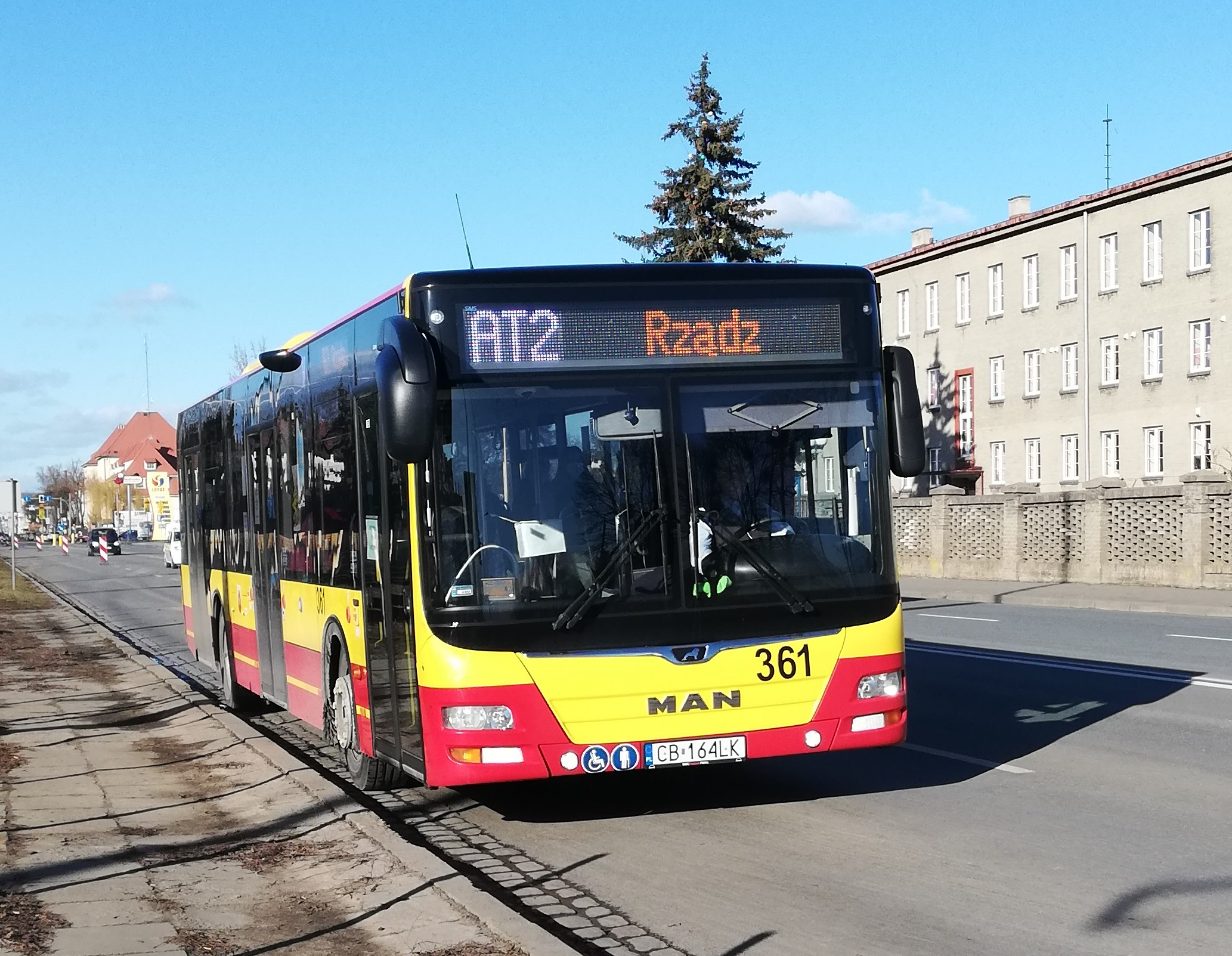
Autobus w Grudziądzu

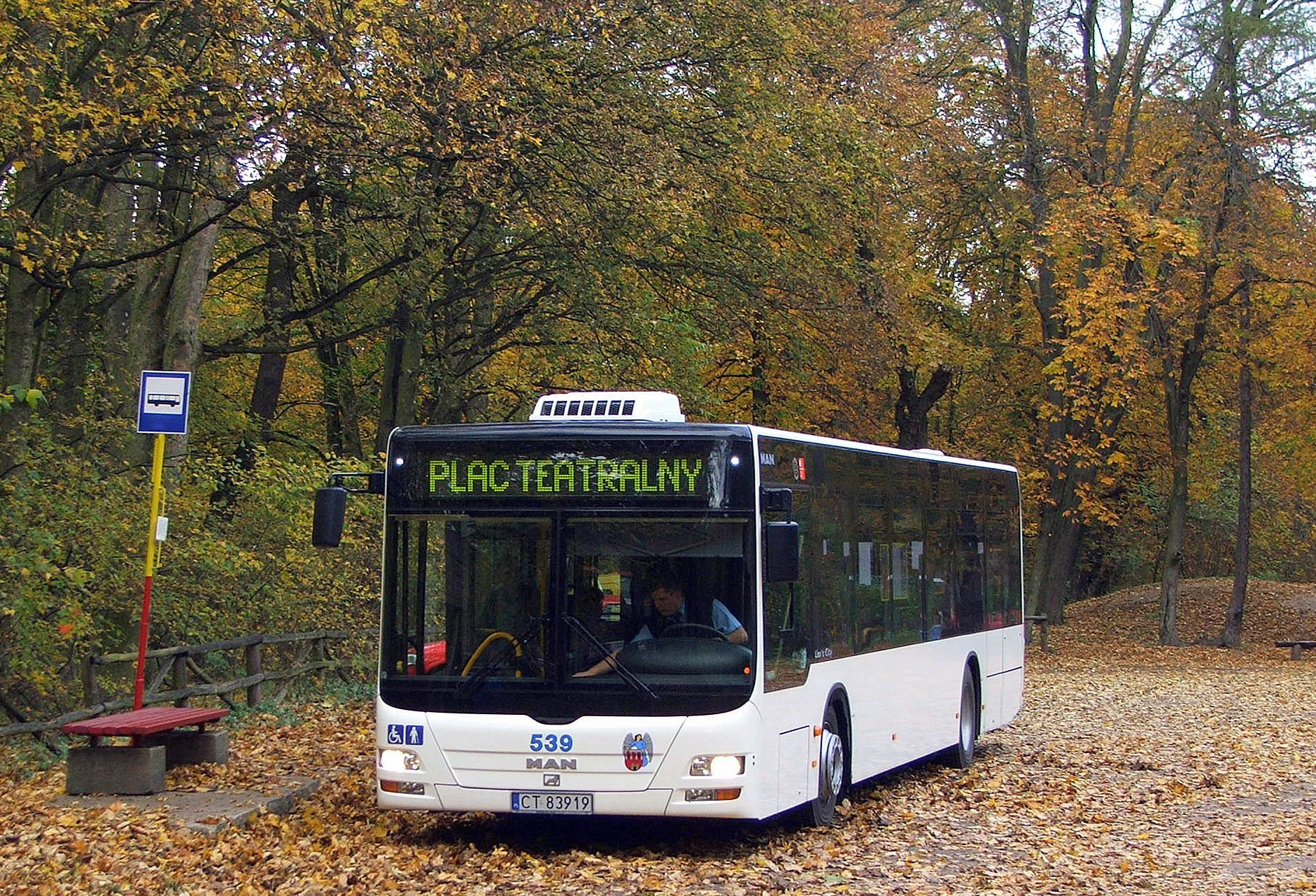
MAN Lion’s City na ulicach Torunia

MAN Lion's City Ü, to niskopodłogowy autobus międzymiastowy o długości 12 m, z silnikami D 2066 o mocy 280/320/360 KM, E 2876 o mocy 310 KM (EEV), CNG (EEV). Posiada 44 miejsca siedzące i 42 stojące

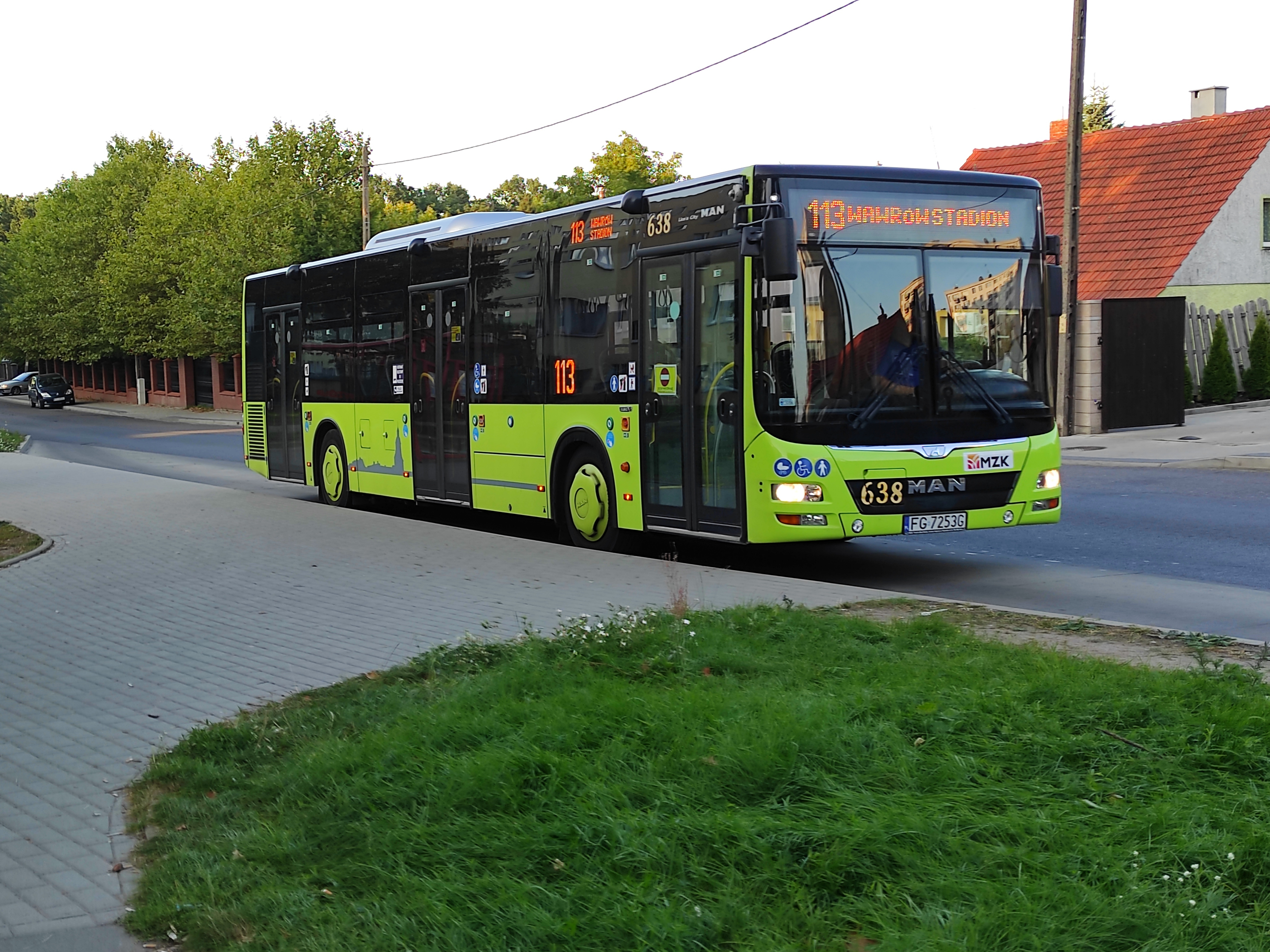
MAN NL323 Lion's City w Gorzowie Wielkopolskim